# Badminton-Weltmeisterschaft der Gehörlosen 2011
Die Badminton-Weltmeisterschaft der Gehörlosen 2011 fand vom 29. Oktober bis zum 5. November 2011 in Bucheon statt. 

## Sieger und Platzierte
| Disziplin    | Gold                                  | Silber                       | Bronze                        |
| ------------ | ------------------------------------- | ---------------------------- | ----------------------------- |
| Herreneinzel | Artemy Karpov                         | Kazimieras Dauskurtas        | Jannich Tanghus Andersen      |
| Herreneinzel | Artemy Karpov                         | Kazimieras Dauskurtas        | Shokhzod Gulomzoda            |
| Dameneinzel  | Fan Jung-yu                           | Kristina Dovidaitytė         | Gergana Baramova              |
| Dameneinzel  | Fan Jung-yu                           | Kristina Dovidaitytė         | Jeong Seon-hwa                |
| Herrendoppel | Choi Jin-woo Woo Ji-soo               | Rajeev Bagga Michael Burris  | Mikhail Efremov Artemy Karpov |
| Herrendoppel | Choi Jin-woo Woo Ji-soo               | Rajeev Bagga Michael Burris  | Teh Cheang Hock Yeo Kok Fang  |
| Damendoppel  | Mika Hiwatari Mio Inoue               | Yu Eun-kyung Kim Sung-hee    | Mari Ishii Kazumi Ueda        |
| Damendoppel  | Mika Hiwatari Mio Inoue               | Yu Eun-kyung Kim Sung-hee    | Olga Shtayger Alena Soboleva  |
| Mixed        | Tomas Dovydaitis Kristina Dovidaitytė | Artemy Karpov Alena Soboleva | Mikhail Efremov Olga Shtayger |
| Mixed        | Tomas Dovydaitis Kristina Dovidaitytė | Artemy Karpov Alena Soboleva | Woo Ji-soo Jeong Seon-hwa     |
| Mannschaft   | Südkorea                              | Russland                     | Litauen                       |